# Some Other Time (Noah-Preminger-Album)
Some Other Time ist ein Jazzalbum von Noah Preminger. Die 2015 im East Side Sound Studio, New York City, entstandenen Aufnahmen erschienen zunächst in limitierter Auflage als LP 2016 auf Newvelle Records und wurden am 13. Mai 2022 als Download auf der Plattform Bandcamp wiederveröffentlicht.

## Hintergrund
Some Other Time ist die dritte Veröffentlichung von Newvelle Records, einem Abonnementdienst für audiophile Langspielplatten in limitierter Auflage. Darauf spielt der Tenorsaxophonist Noah Preminger mit den New Yorker Musikern Ben Monder an der Gitarre, John Patitucci am Bass und dem aus New Jersey stammenden Billy Hart am Schlagzeug. Das Repertoire bestand neben einer Eigenkomposition Premingers vorwiegend aus Pop- und Jazzstandards wie „Try a Little Tenderness“, „(I Don’t Stand a) Ghost of a Chance (With You)“ (1932) und „My Little Brown Book“ von Billy Strayhorn. Das Titelstück „Some Other Time“ ist ein von Adolph Green, Betty Comden und Leonard Bernstein geschriebener Song aus dem Musical On the Town (1944). Mit der Auswahl ist es als Balladenalbum angelegt.
Mit Some Other Time setzt Preminger die Erforschung des Mississippi Delta Blues fort, notierte Karl Ackermann. Nachdem er mit seinem vorherigen Album Dark Was the Night, Cold Was the Ground (Eigenproduktion, 2016) vollständiger in diese Studien eingetaucht sei, habe das nachfolgende Werk insgesamt eine dunklere, eindringlichere Anmutung.
Das Frontcover zeigt ein Werk des französischen Fotografen Bernard Plossu aus seinem Portfolio ¡Vámonos! Bernard Plossu in México (Éditions Contrejour, Biarritz, 1979).

## Titelliste
- Noah Preminger:  Some Other Time (NV003LP)

1. My Little Brown Book (Billy Strayhorn) 4:20
2. Semenzato (Noah Preminger) 5:53
3. (I Don’t Stand a) Ghost of a Chance (With You) (Bing Crosby, Ned Washington, Victor Young) 4:06
4. Una Limosna Por El amor De Dios (Agustín Barrios Mangoré) 3:40
5. Porcelain (Anthony Kiedis, Chad G. Smith, John Frusciante, Michael Peter Balzary) 3:05
6. Try a Little Tenderness (James Campbell) 5:09
7. Melancholia (Duke Ellington) 3:55
8. Boots of Spanish Leather (Bob Dylan) 3:57
9. Some Other Time (Adolph Green, Betty Comden, Leonard Bernstein) 4:09

## Rezeption

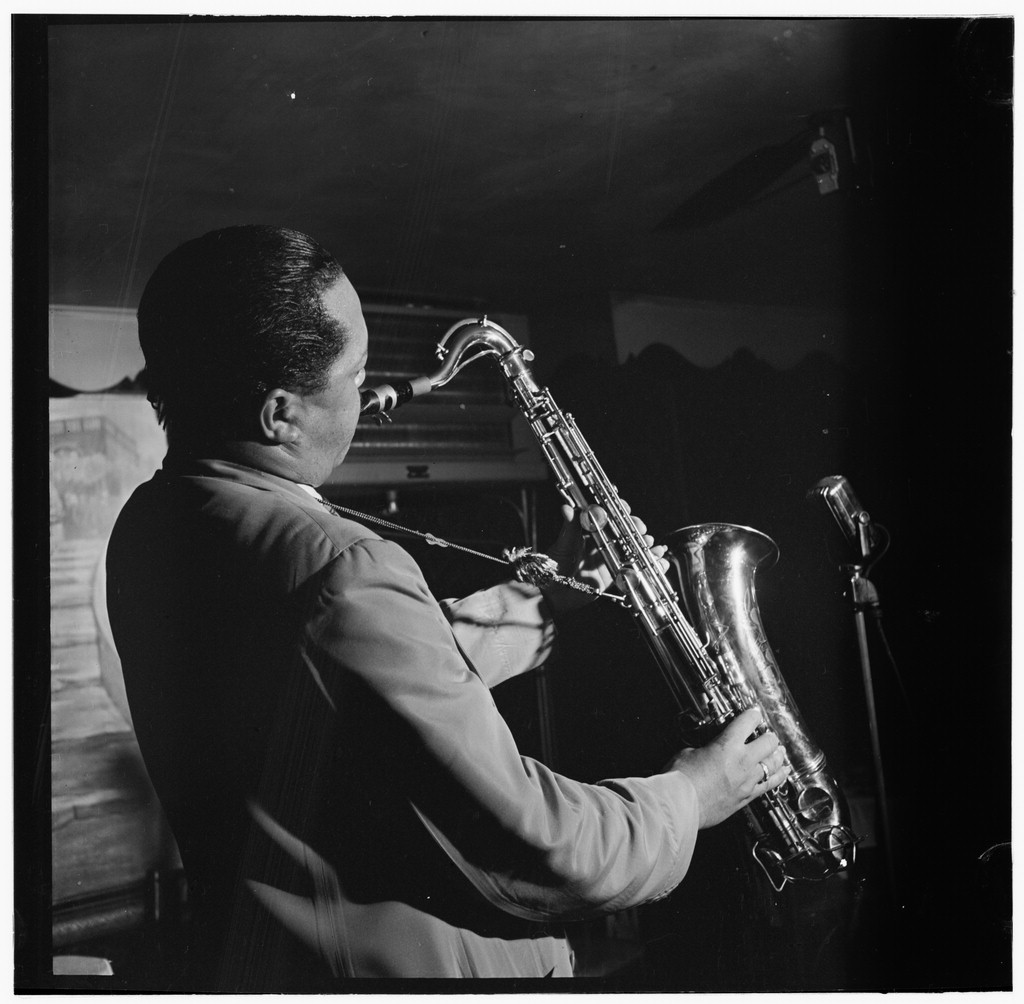
Lester Young bei einem Auftritt im Spotlite, New York City wahrscheinlich September 1946. Fotografie von William P. Gottlieb

Im Down Beat wurde Some Other Time mit vier Sternen sehr gut bewertet, es handele sich um eine wunderschöne Sammlung von Musik, die Preminger mit einem All-Star-Trio eingespielt habe, meinte Joshua Myers in seiner Besprechung angesichts der Neuauflage. Bereits die ursprüngliche Platte sei von der Kritik hoch gelobt worden. Es gehe aber nicht nur um Premingers Vermögen, einen Klang zu entwickeln, der Audiophile ansprechen würde. Die interpretierten Balladen böten die Coolness, die man von dem beteiligten Personal erwarten würde. Dieses Album verbinde erfolgreich das Beste der Improvisation mit den romantischen Gesten, die diesen Kompositionen zugrunde liegen. Es sei gut, dass diese Platte jetzt weithin erhältlich ist.
Nach Ansicht von Karl Ackermann, der das Album in All About Jazz rezensierte, sei Some Other Time das bisher beste Werk des produktiven und aufstrebenden Künstlers. Zudem trage diese Aufnahme mehr dazu bei, die Teile der bisherigen kreativen Entwicklung des Saxophonisten zu einem Ganzen zu vereinen; nach mehreren Veröffentlichungen sei die Einzigartigkeit Premingers deutlicher geworden: Diese Entwicklung sei größtenteils auf dessen eigenen Schaffensprozess zurückzuführen; er habe seitdem einen individuellen Stil entwickelt, aber ein Großteil des Reizes liege darin begründet, wie er darauf um die breitere Dynamik seiner verschiedenen Gruppen beziehe. Man werde wahrscheinlich Lester Young oder Ornette Coleman in Premingers Spiel heraushören, aber er verfüge über eine erfrischende Originalität, die sich von seinen Einflüssen abhebe. In seiner Interpretation der Roots-Musik des Deltas sei er weder retrospektiv noch konventionell; es gehe ihm weniger um das Festhalten an der Bluesstruktur als um die Emotion. Mit dieser All-Star-Band im Schlepptau mache Preminger das, was er am besten könne – „er erzählt eine fesselnde Geschichte ohne Schnickschnack, verlässt sich auf rohes Talent, und er macht es besser als je zuvor.“
Nach Ansicht von Guy Lemcoe klinge die Aufnahme unmittelbar und intim, was den Hörer scheinbar in Reichweite der Musiker bringe.